# Monadnock Building
Il Monadnock Building è un grattacielo situato al numero 53 di West Jackson Boulevard, nella zona sud di Chicago, Illinois. In parte è stato progettato dallo studio Burnham & Root, e fu eretto nel 1891 con il record imbattuto di più alto edificio con telaio in ferro e struttura portante in mattoni. Le sue scale interne detengono un altro primato: si tratta infatti del primo impiego strutturale in architettura dell'alluminio leggero.

## Caratteristiche
L'edificio è diviso in uffici le cui superfici variano da 23 metri quadrati a 560 per ciascuna unità, e serve essenzialmente studi professionali indipendenti. L'edificio è stato ristrutturato nel 1938 in uno dei più importanti lavori di ristrutturazione di grattacieli intrapreso. È stato venduto nel 1979; i nuovi proprietari lo riportarono al suo stato originale. È stato rimesso in vendita nel 2007.

## Storia
Commissionato negli anni della depressione del 1873 - '79, rappresentò una delle più imponenti dimostrazioni dell'uso del mattone come elemento di costruzione, ma anche il declino stesso di questa tecnica, resa quasi del tutto obsoleta dall'avvento delle robuste ed elastiche strutture in acciaio e cemento.

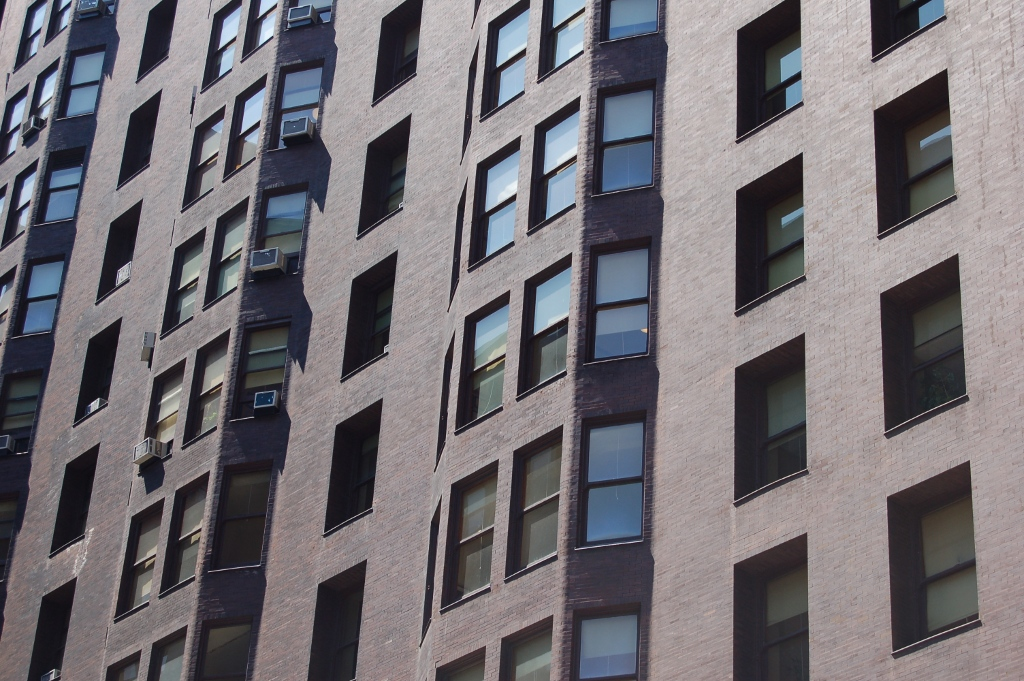
Dettaglio della facciata

I primi progetti del palazzo mostrano una struttura molto alta e massiccia, ancora priva dei decori che oggi si possono ammirare. All'epoca, gli ingegneri sostenevano che un edificio in muratura alto più di dieci piani sarebbe crollato ai venti. Dato che l'elevata struttura di sedici piani (che gli avrebbe garantito per anni il record di edificio più alto del mondo) sarebbe stata continuamente sollecitata dai forti venti di Chicago, fu sviluppato un pesante e spesso sistema di mura portanti che arrivavano a misurare circa novanta centimetri, quasi il triplo rispetto ai trenta - quaranta centimetri di un normale palazzo di quelle dimensioni. Al livello del suolo si arrivò a mura portanti dello spessore di 2,13 m - che occupavano circa il 15% dell'area del piano terra. Questa soluzione gli costò però un altro grave problema di costruzione: il palazzo sarebbe sprofondato data la sua straordinaria massa dal peso di 10'000 tonnellate. Root inventò quindi un ingegnoso sistema di fondamenta galleggianti che fu utilizzato largamente sul suolo spugnoso di Chicago. Si tratta di uno strato di cemento armato con cavi d'acciaio che creano un elevato piano di diffusione del peso.
Il Monadnock Building rappresenta l'ultima grande struttura di questo tipo che sia mai stata costruita, e senza dubbio la più ingegnosa.